# Sovjetunionens damlandslag i basket
Sovjetunionens damlandslag i basket representerade Sovjetunionen i basket på damsidan. Laget vann fem världsmästerskap i rad 1959 till och med 1983, vilket är rekordet än idag. Sovjetunionen är också det enda damlandslaget i basket, förutom USA, som har vunnit OS-guld.

## Meriter
- Olympiska guldmedaljörer: 1976, 1980
- Världsmästare: 1959, 1964, 1967, 1971, 1975, 1983